# 阿塞乌查尔
阿塞乌查尔，是西班牙埃斯特雷马杜拉巴达霍斯省的一个市镇。总面积63平方公里，总人口5249人（2001年），人口密度83人/平方公里。